# Lourival Possani Postay
Lourival Domingos Possani Postay (Santo Ângelo, Río Grande del Sur, 1939) es un biólogo, biofísico, investigador, catedrático y académico brasileño naturalizado mexicano. Se ha especializado en el campo de la toxicología realizando diversos estudios e investigaciones sobre el veneno de los alacranes y sus antídotos o antivenenos.

## Estudios y docencia
Cursó la licenciatura de biología (historia natural) en la Universidad Federal de Río Grande del Sur de 1961 a 1965 y obtuvo un doctorado en biofísica molecular en la Universidad de París en 1970. De 1971 a 1973 realizó un entrenamiento posdoctoral en la Universidad Rockefeller en Nueva York.  En 1981 realizó estancias sabáticas en el Instituto Max Planck en Dortmund, Alemania y en la Escuela de Medicina de Baylor en Houston, Estados Unidos. Fue becario del Instituto Médico Howard Hughes.
Ha impartido clases como profesor asociado en el Instituto de Biofísica de la Universidad Federal de Río Grande del Sur. En 1974 se estableció en México, desde entonces se incorporó al departamento de Biología Molecular del Instituto de Investigaciones Biomédicas y más tarde al Instituto de Biotecnología de la Universidad Nacional Autónoma de México (UNAM) como investigador titular en los departamentos de Reconocimiento Molecular y Bioestructura.  Ha sido profesor visitante en la Universidad de Yale, en el Instituto de Cibernética y Biofísica del Consejo de Investigación Científica Italiano y en la Escuela de Medicina de Baylor.

## Investigador y académico
Ha realizado investigaciones sobre el fenómeno de autooxidación de la hemoglobina humanal, sobre la producción de anticuerpos en contra de la glutamato descarboxilasa del cerebro. Se ha especializado en el campo de la toxicología, particularmente en el veneno de los alacranes, las toxinas noxiustoxina y ergtoxina y los antibióticos hadrurina y escorpina.
Es miembro de la Academia de Ciencias de América Latina desde 1999. Es miembro de la Academia Mexicana de Ciencias, fue fundador y presidente de la Academia de Ciencias de Morelos. Es miembro del  Sistema Nacional de Investigadores, en el cual fue nombrado Investigador Emérito en 2002 e Investigador Nacional de Excelencia en 2012. Es Investigador Emérito del Instituto de Biotecnología de la UNAM. Es miembro del Consejo Consultivo de Ciencias de la Presidencia de la República.

## Obras publicadas
Ha publicado más de 300 artículos para revistas especializadas y 18 capítulos para libros colectivos internacionales. Su obra ha sido citada en más de 7300 ocasiones. Cuenta con 23 patentes de invención. Entre algunos de sus títulos se encuentran:
- “A K + channel blocking peptide from the Cuban scorpion Rhopalurus garridoi”, coautor en Peptides en 2013.
- “Venom poreomic and venomous glands transcriptomic analysis of the Egyptian scorpion Scorpio maurus palmatus”, coautor, en Toxicon en 2013.
- “OcyKTx2, a new K-channel toxin characterized form the venom of the scorpion Opisthacanthus cayaporum”, coautor en Peptides en 2013.
- “Anti-venoms: Recombinant neutralizing antibodies, a new generation of scorpion anti-venoms”, coautor en Handbook of Toxinology-Scorpion Venoms en 2013.
- “Scorpions Peptides”, coautor en Handbook of Biologically Active Peptides, en 2013.
- “Bioquímica y biología molecular de los venenos de escorpiones de importancia médica en el continente americano”, coautor en Emergencias por animales ponzoñosos en las Américas, en 2011.
- “Anticoagulants from scorpion venoms”, coautor, en Toxins and Hemostasis: From Bench to Bedside, en 2011.

## Premios y distinciones
Por su trayectoria profesional ha recibido varios premios:
- Premio Universidad Nacional en el área de Ciencias Naturales por la Universidad Nacional Autónoma de México en 1993.
- Premio Jorge Rosenkran, otorgado por el Instituto Syntex en 1994.
- Premio Nacional de Ciencias y Artes en el área de Ciencias Físico-Matemáticas y Naturales por la Secretaría de Educación Pública en 1995.
- Premio Nacional Glaxo Wellcome en el área de investigación básica, en 1997.
- Premio Morelense de Excelencia, otorgado por el Gobierno del Estado de Morelos, en 2000.
- Investigador Emérito Nacional del Sistema Nacional de Investigadores (SNI) del Consejo Nacional de Ciencia y Tecnología (Conacyt) desde 2002.
- Investigador Emérito por el Instituto de Biotecnología de la Universidad Nacional Autónoma de México desde 2005.
- Investigador Nacional de Excelencia del Sistema Nacional de Investigadores del Consejo Nacional de Ciencia y Tecnología desde 2012.
- Doctor honoris causa por la Universidad de Debrecen de Hungría.
- Presea Cecilio Robelo por la Universidad Autónoma del Estado de Morelos.